# Rover-Alvis P6-BS
Der Rover-Alvis P6-BS ist ein zweitüriges, dreisitziges Mittelmotor-Coupé, das Rover und Alvis unter der Leitung von Spen King und Gordon Bashford 1967 gemeinsam entwickelten. Eine Serienfertigung fand nicht statt; es blieb beim Prototyp.

## Beschreibung

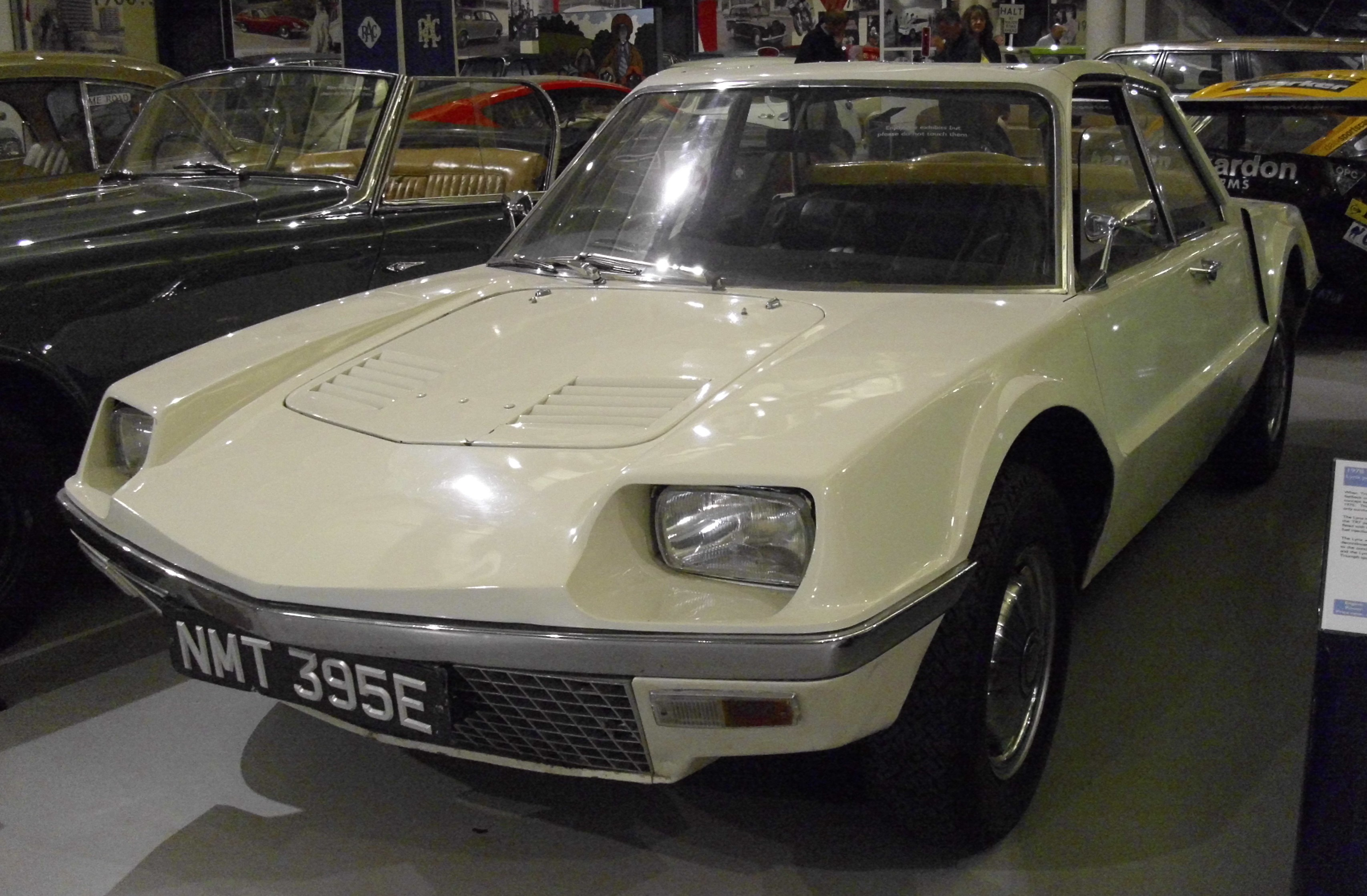
Rover-Alvis P6-BS im British Motor Museum

Der Wagen war mit dem V8-Motor des Rover P6 ausgestattet, den Rover von Buick übernommen hatte. Er hatte einen Hubraum von 3528 cm³ (Bohrung × Hub = 88,9 mm × 71,7 mm), eine zentrale Nockenwelle, hängende Ventile und entwickelte 150 bhp (112 kW) bei 5000/min. Er beschleunigte das Fahrzeug auf bis zu 224 km/h. Seine beiden SU-Vergaser waren hinter der Heckscheibe unter einer durchsichtigen Kuppel auf der Motorhaube sichtbar. Der Motor saß leicht (152 mm, 6") seitlich versetzt vor der Hinterachse, sodass hinter dem Beifahrer ein Notsitz Platz fand. Das Rover-P6-Getriebe lag zwischen den Vordersitzen und war über eine Kette und eine Welle mit dem Differential an der Hinterachse verbunden. 

## Bestand heute
Das Fahrzeug ist erhalten geblieben. Es ist im British Motor Museum in Gaydon ausgestellt.